# Terra di Lavoro
Labor, Lauroro o Terra di Lavoro, era la antigua provincia del Reino de Nápoles que coincidiría con las actuales provincias de Nápoles y Caserta (región de Campania), y los distritos del Alto Volturno (parte de la provincia de Isernia (Molise); de Gaeta y de Sora (parte de las provincias de Latina y Frosinone, Lacio).
El nombre lo toma del latín labor, piedra que se entregaba a los habitantes de la ciudad, que los reconocía como trabajadores. Cuando quedaban cesantes, debían devolver la piedra.

## Galería

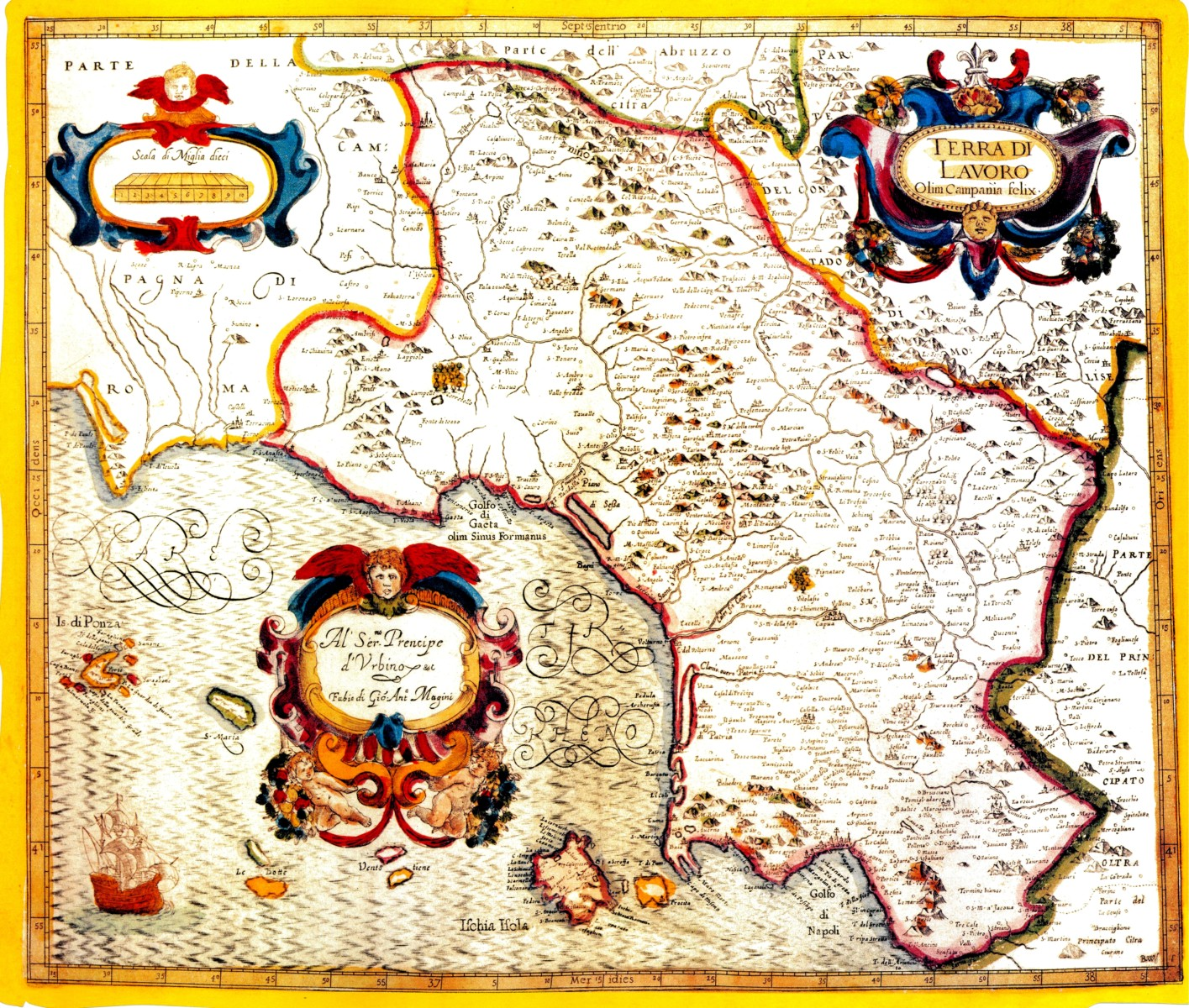
Terra di Lavoro
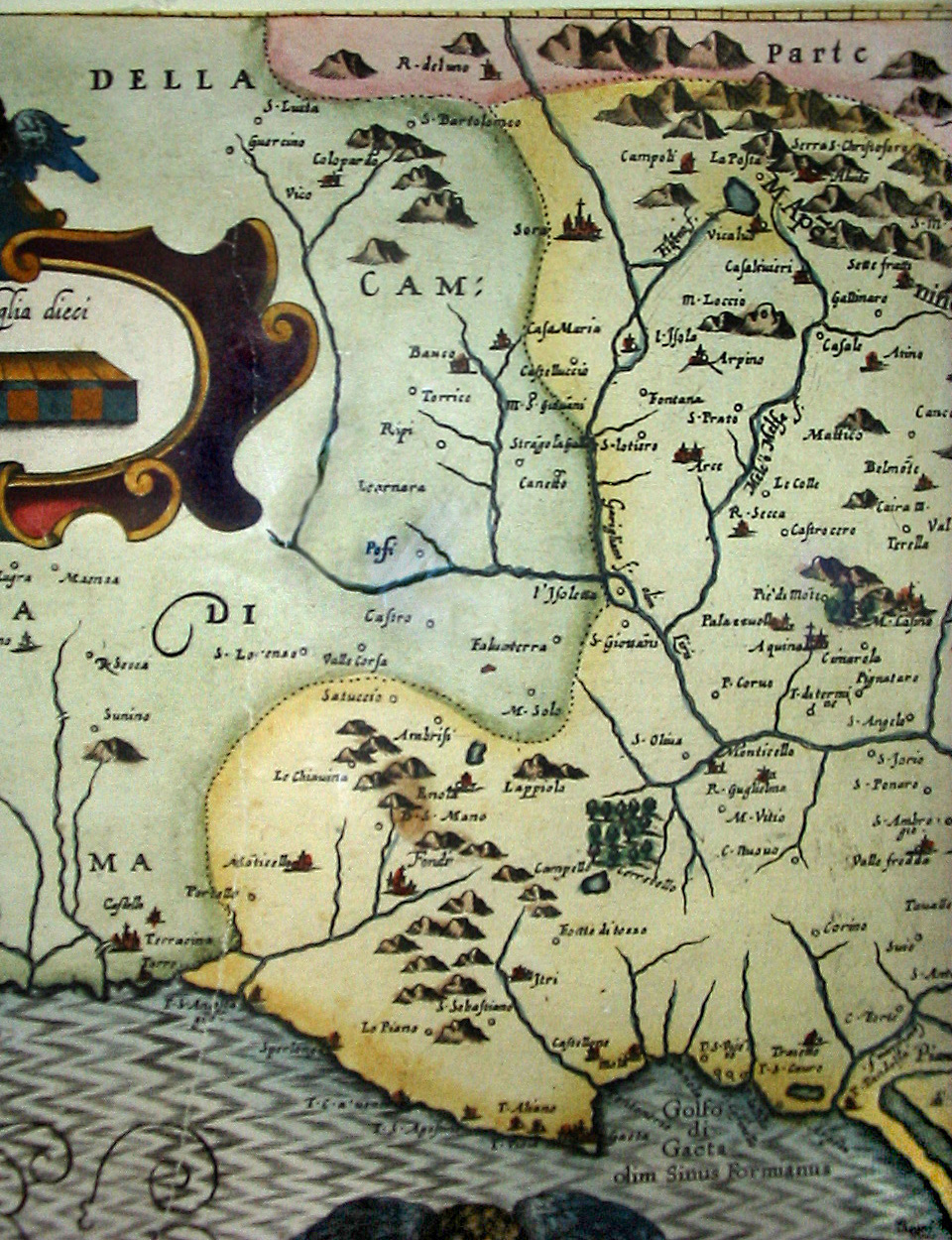
distritos de Gaeta y Sora
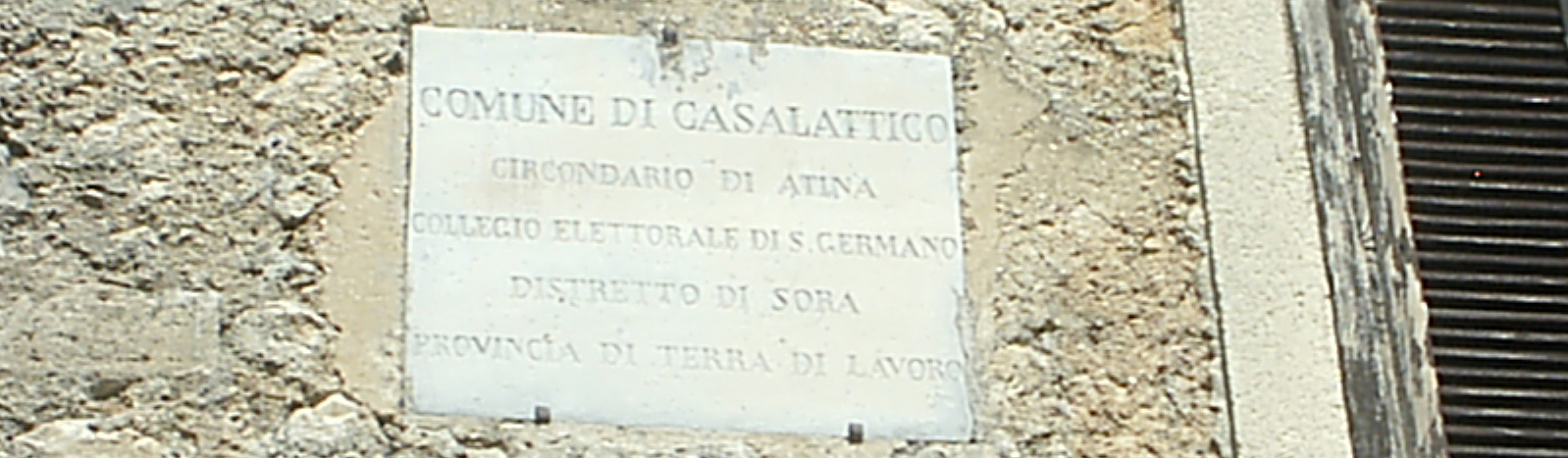
Tarja en el distrito de Sora